# الدستور الوطني الأرمني
الدستور الوطني الأرمني (بالأرمينية: Հայ ազգային սահմանադրութիւն) في 1863 وافقت الإمبراطورية العثمانية على تشكل «قانون اللوائح» المؤلف من 150 مادة، المواد صيغت من قبل الأرمن المثقفين والتي تحدد صلاحيات البطريرك والجمعية الوطنية الأرمنية التي تشكلت حديثًا. ما زال هذا القانون نشطًا بين الكنيسة الأرمنية في الشتات.
لم يكن البطريرك الأرمني الزعيم الروحي للمجتمع فقط، بل القائده العلماني (لجميع الأرمن - الأمة الأرمنية) أيضًا. بإمكان البطريرك أن تمتد سلطته إلى 50 منطقة. أراد الأرمن الثوريون إلغاء ما يرون أنه قمع من جانب النبلاء، ووضع «لائحة وطنية» جديدة. صاغ «قانون اللوائح» (1860) من قبل أعضاء من الفكر الأرمني (د. ناهد روزيينيان، د. سيرفيشين، نيغوغوس باليان، كريكور أوديان). سعى في المقام الأول لتحديد صلاحيات البطريرك.
وأخيراً وافق المجلس على مسودة اللائحة في 24 مايو 1860 وتم التصديق عليها (مع بعض التغييرات الطفيفة)، من خلال فرمانا في 17 مارس 1863، وجعلها فعالة. كان الدستور الوطني الأرمني (التركي العثماني: "Nizâmnâme-i-Millet-i Ermeniyân") هو الشكل المعتمد للإمبراطورية العثمانية من «قانون اللوائح» الذي يتكون من 150 مادة حددت سلطات البطريرك (والتي تشكلت حديثًا «الجمعية الوطنية الأرمنية»).
بدأ البطريرك الأرميني بمشاركة صلاحياته مع الجمعية الوطنية الأرمنية ومقيدة بالدستور الوطني الأرمني.
حددت حالة الأرمن داخل الدولة، ولكن لديها أيضا لوائح تحدد سلطة البطريرك. يعتبر تأسيس الجمعية الوطنية الأرمنية علامة بارزة من قبل الأرمن التقدميين. حاولت تعريف أرمينيا كدولة حديثة. وجاءت الإصلاحات التي نتجت عن الجمعية الوطنية الأرمنية في الوقت الذي اشتكى فيه الأفراد الأرمن وجماعات الضغط بشكل متكرر من أجل تقديم المساعدة ضد المظالم التي يرتكبها الأكراد (التي ينظر إليها على أنها إقطاعية) والفساد الرسمي. في البداية كانت العلاقات إيجابية، ولكن في الستينات من القرن التاسع عشر، لم يفلح العثمانيون في سحق المقاومة الكردية ولم يعودوا بحاجة إلى دعم الأرمن، وأصبحت الإمبراطورية أقل استجابةً للمطالبات الأرمنية.

## وصلات خارجية
- "Armenian National Constitution". المكتبة البريطانية Endangered Archives Programme. مؤرشف من الأصل في 2019-09-29.